# Хоэнштайн (Нижний Таунус)
Хоэнштайн (в русской литературе по истории Германии принято написание Гогенштейн; нем. Hohenstein) — коммуна в Германии, в земле Гессен. Подчиняется административному округу Дармштадт. Входит в состав района Райнгау-Таунус. Население составляет 6112 человек (на 31 декабря 2010 года). Занимает площадь 63,79 км².
Община подразделяется на 7 сельских округов.
В честь Хоэнштайна назван астероид (788) Гогенштейна, открытый в 1914 году немецким астрономом Францем Кайзером в обсерватории Хайдельберг, поскольку первооткрыватель астероида родился в этой местности.